# Балдуин IV (Фландрия)
Балдуин IV Брадати (на френски: Baudouin IV le Barbu (Belle-Barbe) de Flandres; * 980, † 1035) е граф на Фландрия от фамилията Дом Фландрия. Той наследява баща си като граф през 987 г.

## Произход
Той е единственият син на граф Арнулф II (* 961/962, † 30 март 987) и Розала Италианска († 1003), дъщеря на крал Беренгар II и Вила Тосканска. Баща му умира, когато той е още малолетен и майка му се омъжва през 988 г. за краля на Франция Роберт II Благочестиви, с когото се разделя след четири години през 992 г. и се връща обратно във Фландрия.

## Фамилия
Първиви брак: през 1012 г. с Огива Люксембургска (* 995; † 21 февруари 1030), дъщеря на Фридрих Люксембургски († 1019, граф на Мозелгау), син на Зигфрид I Люксембургски, и племеничка по бащина линия на императрица Св. Кунигунда, съпругата на император Хайнрих II. Двамата имат един син:
- Балдуин V (* 1012; † 1 септември 1067), който го наследява на трона.

Втори брак: през 1031 г. с Елеанора, дъщерята на норманския херцог Рихард II, с която има една дъщеря:
- Юдит († 5 март 1094), която се омъжва през 1051 г. за ерл Тостиг Годвинсон от Нортумбрия († 1066) и 1071 г. за херцог Велф IV от Бавария († 1101).